# Coca de Alba
Coca de Alba es un municipio y localidad española de la provincia de Salamanca, en la comunidad autónoma de Castilla y León. Se integra dentro de la comarca de la Tierra de Alba. Pertenece al partido judicial de Salamanca y a la Mancomunidad Tierras del Tormes.
Su término municipal está formado por un solo núcleo de población, ocupa una superficie total de 10,47 km² y según los datos demográficos recogidos en el padrón municipal elaborado por el INE en el año 2017, cuenta con una población de 97 habitantes.

## Símbolos

### Escudo
El escudo heráldico que representa al municipio fue aprobado el 9 de julio de 2014 con el siguiente blasón:

«Escudo medio cortado y partido. El ábside de la Iglesia sobre el campo de sinople (verde). En el segundo campo de Gules (rojo) con cinco espigas. Tercero: Ajedrezado del escudo de los Duques de Alba. Estará timbrado con la Corona Real de España»
Boletín Oficial de Castilla y León nº 12 de 20 de abril de 2015

### Bandera
La bandera municipal fue aprobada también el 9 de julio de 2014 con la siguiente descripción textual:

«Bandera tronchada, Gules y Plata, cargada con el escudo propio, timbrado con la Corona de la Monarquía Española»
Boletín Oficial de Castilla y León nº 12 de 20 de abril de 2015

## Historia
Su fundación se remonta a la repoblación efectuada por los reyes de León en la Edad Media, quedando integrada en el cuarto de Rialmar de la jurisdicción de Alba de Tormes, dentro del Reino de León. Debido a su cercanía a la frontera entre los reinos de León y Castilla, en el año 1196 Coca fue una de las localidades de la Tierra de Alba que fue atacada y saqueada por las tropas castellanas. Con la creación de las actuales provincias en 1833, Coca de Alba quedó encuadrado en la provincia de Salamanca, dentro de la Región Leonesa, formando parte del partido judicial de Alba de Tormes hasta la desaparición de este y su integración en el de Salamanca.

## Geografía humana

### Demografía
Cuenta con una población de 95 habitantes (INE 2024).

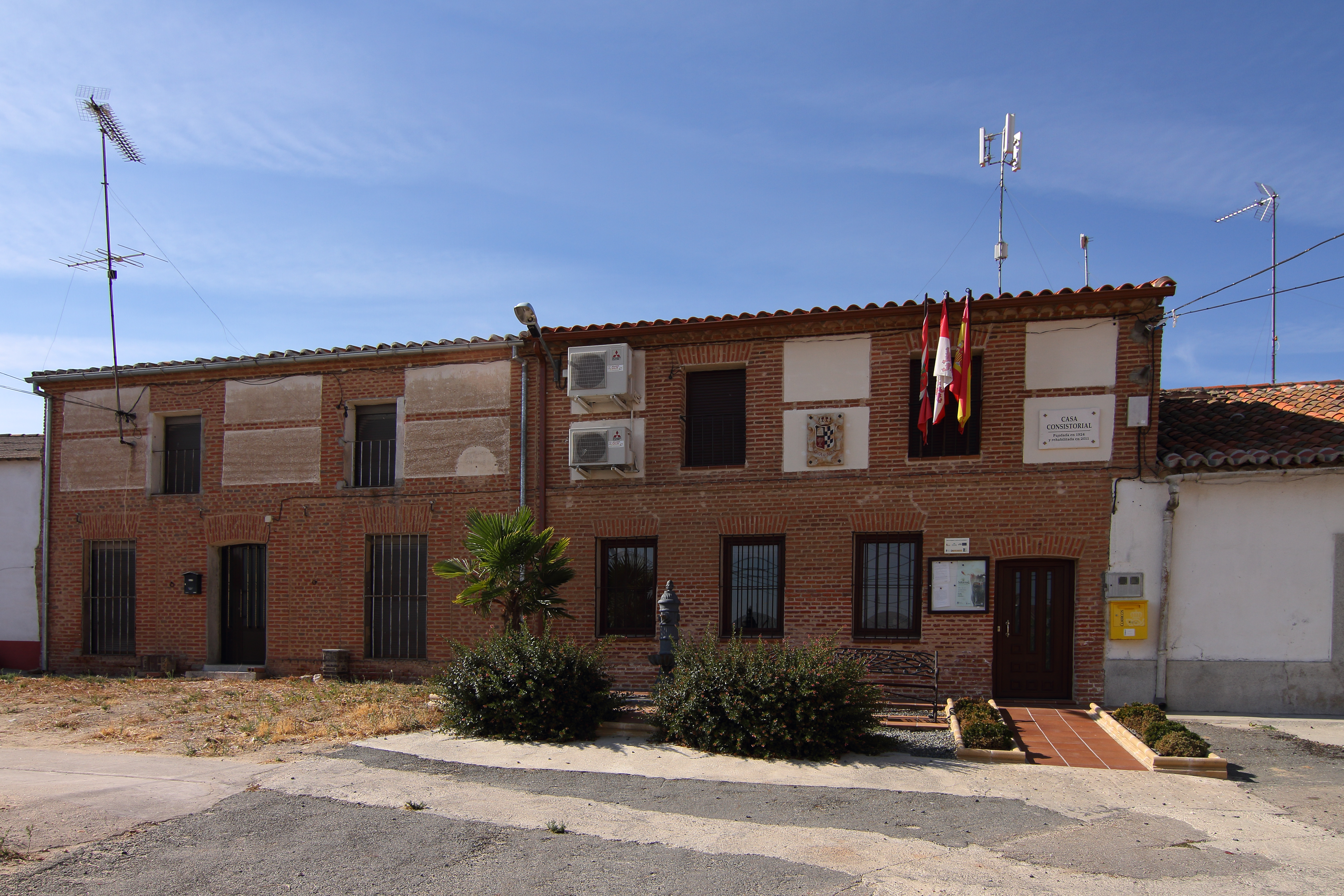
Casa consistorial.

| Gráfica de evolución demográfica de Coca de Alba entre 1842 y 2021                                                    |
| |
| Población de derecho según los censos de población del INE. Población de hecho según los censos de población del INE. |

## Etimología
La denominación "Coca" alude al lugar de procedencia de los colonos que crearon y dieron nombre a este poblamiento.[cita requerida] Estamos delante de un fenómeno de toponimia de repoblación, segoviana en este caso. Diversos autores lo  incluyen dentro del grupo de topónimos segoviano-abulenses.

## Administración y política
| Partido político                         | 2019  | 2019  | 2019       | 2015  | 2015  | 2015       | 2011  | 2011  | 2011       | 2007  | 2007  | 2007       | 2003  | 2003  | 2003       |
| Partido político                         | %     | Votos | Concejales | %     | Votos | Concejales | %     | Votos | Concejales | %     | Votos | Concejales | %     | Votos | Concejales |
| Partido Popular (PP)                     | 56,82 | 50    | 3          | 56,67 | 51    | 4          | 39,81 | 41    | 1          | 42,62 | 52    | 1          | 44,53 | 57    | 1          |
| Partido Socialista Obrero Español (PSOE) | 39,77 | 35    | 2          | 34,44 | 31    | 1          | 59,22 | 61    | 4          | 57,38 | 70    | 4          | 53,13 | 68    | 4          |
| Ciudadanos (Cs)                          | —     | —     | —          | 5,56  | 5     | 0          | —     | —     | —          | —     | —     | —          | —     | —     | —          |
| Coalición SI por Salamanca (SI)          | —     | —     | —          | —     | —     | —          | 5,83  | 6     | 0          | —     | —     | —          | —     | —     | —          |

## Coquenses ilustres
Aquí nació el padre jesuita Gaspar Astete.